# ناوكي ساندا
ناوكي ساندا (باليابانية: 三田 尚希) (مواليد 16 أغسطس 1992) هو لاعب كرة قدم ياباني.

## وصلات خارجية
- ناوكي ساندا على موقع رابطة كرة القدم اليابانية للمحترفين (اليابانية)
- ناوكي ساندا على موقع قاعدة بيانات كرة القدم.إي يو (الإنجليزية)
- ناوكي ساندا على موقع Soccerway.com (الإنجليزية)
- ناوكي ساندا على موقع عالم كرة القدم.نت (الإنجليزية)